# Joseph von Sonnenfels

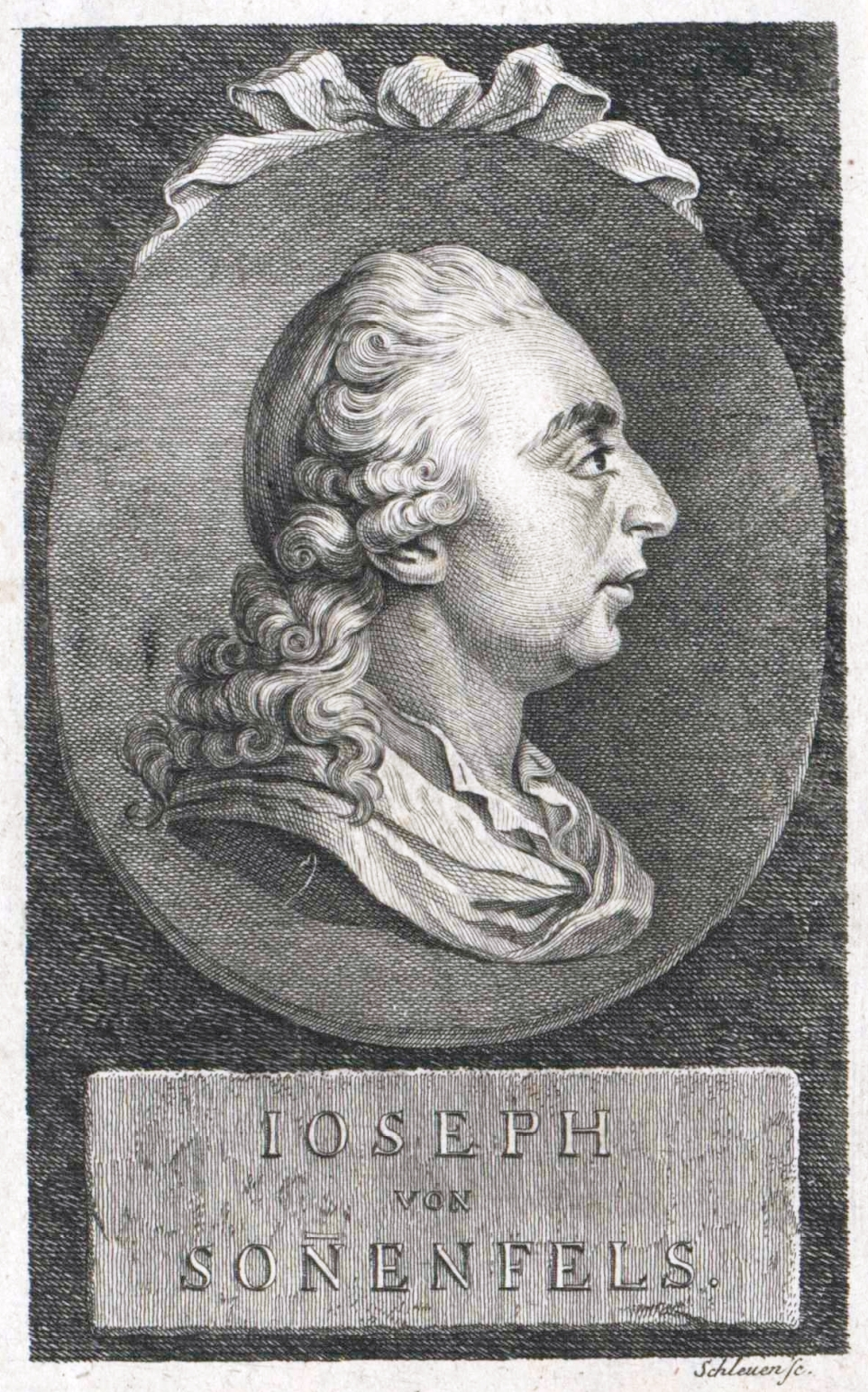
Joseph von Sonnenfels.

Joseph von Sonnenfels, född 1733 i Nikolsburg i Mähren, död den 25 april 1817 i Wien, var en österrikisk friherre och skriftställare.
von Sonnenfels blev 1763 professor i statskunskap i Wien och upphöjdes 1806 till friherre. Trots sina fienders angrepp verkade han framgångsrikt för reformer inom polis- och finansväsendet samt genomdrev bland annat förbud mot pinbänkens användning i de österrikiska staterna. Hans huvudarbete är Grundsätze der Polizei-, Handlungs- und Finanzwissenschaft (2 band, 1765–1767; 8:e upplagan i 3 band 1819–1822). Med Briefe über die wienerische Schaubühne (4 band, 1768; ny upplaga 1884) och andra dramaturgiska arbeten åstadkom han genomgripande förändringar inom den sceniska konsten i sitt hemland. Hans samlade skrifter utkom 1783–1787 i 10 band.